# Пестрокрылый горный дубонос
Пестрокрылый горный дубонос (лат. Mycerobas melanozanthos) — вид воробьиных птиц из семейства вьюрковых (Fringillidae).

## Описание

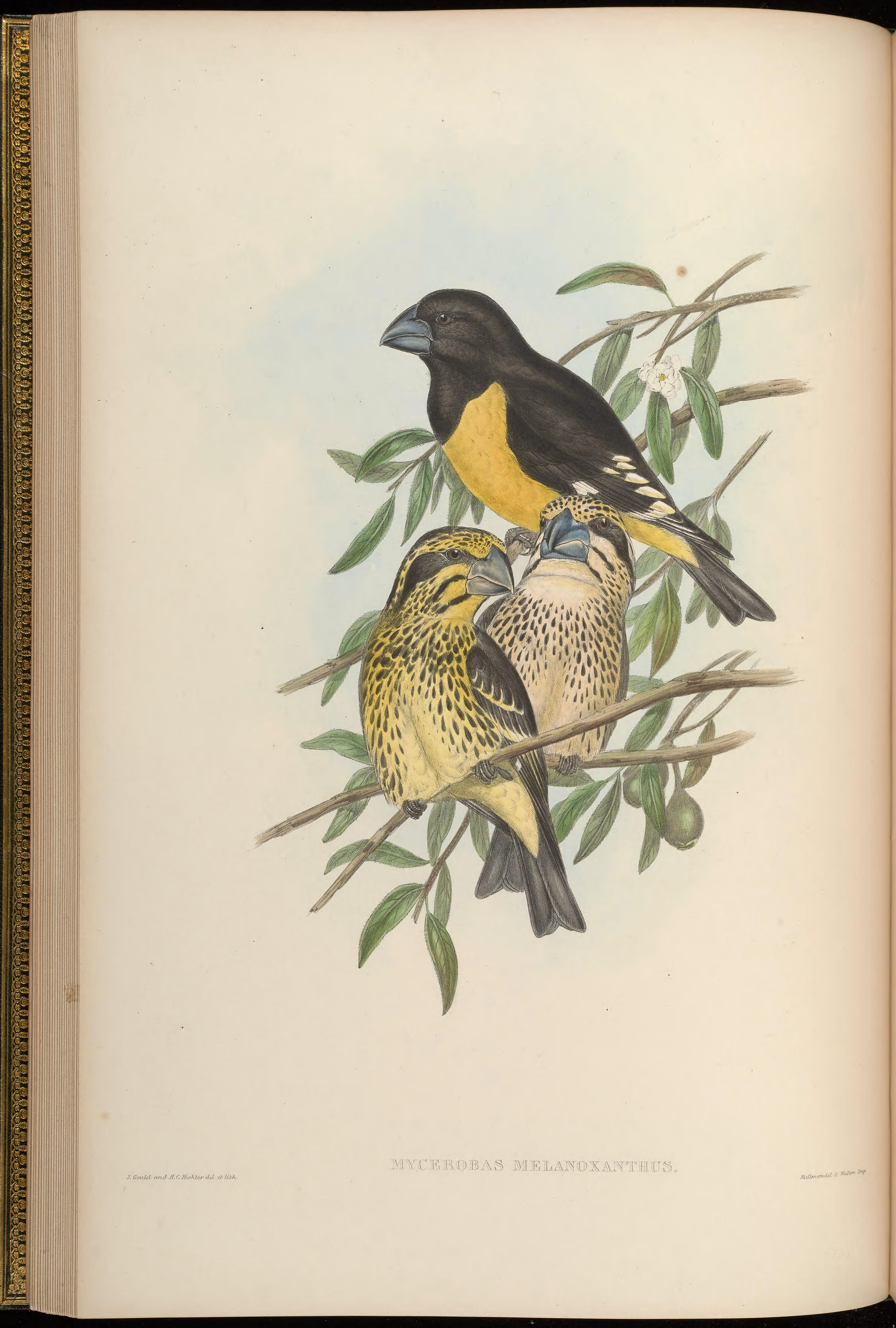
Иллюстрация Джона Гульда

Обитает на средних высотах и выше на Индийском субконтиненте и в Юго-Восточной Азии. Ареал включает Бутан, Индию, Лаос, Мьянму, Непал, Пакистан, Таиланд, Тибет (КНР), Вьетнам. В природе эти птицы предпочитают субтропические и тропические сухие леса, а также субтропические и тропические горные леса.
Будущее вида не вызывает опасений.